# Дім для вмираючих у Калігаті

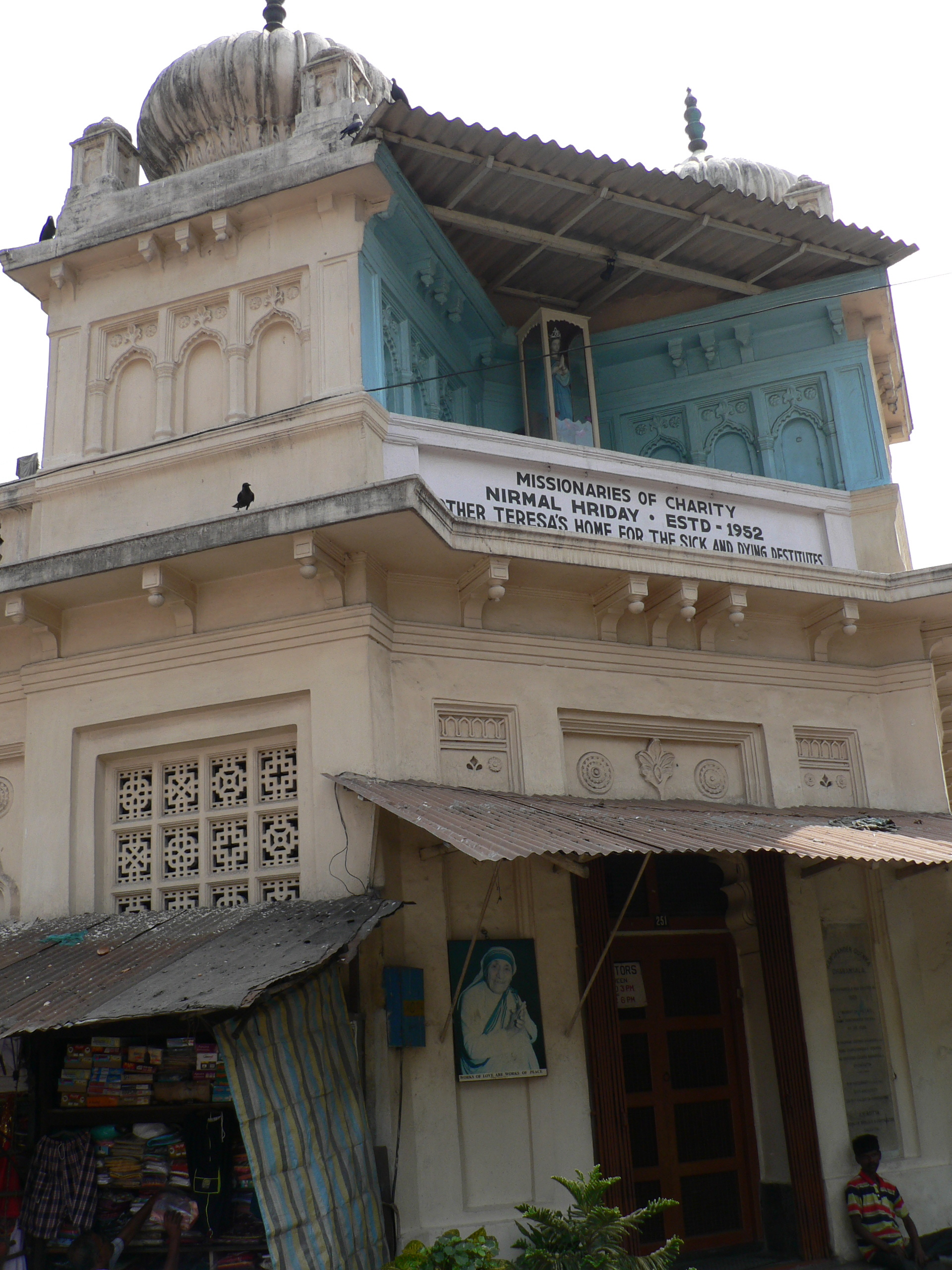
Нірмал Хрідай фасад, с. 2007 рік

Каліґат, дім чистого серця ( Нірмал Хрідай )  (раніше Дім Калігат Матері Терези для вмираючих бідних ) — це хоспіс для хворих, знедолених і вмираючих, заснований святою Матір’ю Терезою   у Калігат, Колката, Індія . До того, як Мати Тереза звернулася за дозволом на його використання, будівля була старим покинутим індуїстським храмом богині Калі , індуїстської богині часу та змін. Він був заснований Матір’ю Терезою на її 42-й день народження в 1952 році,  через два роки після того, як вона заснувала місіонерку милосердя в Калькутті .

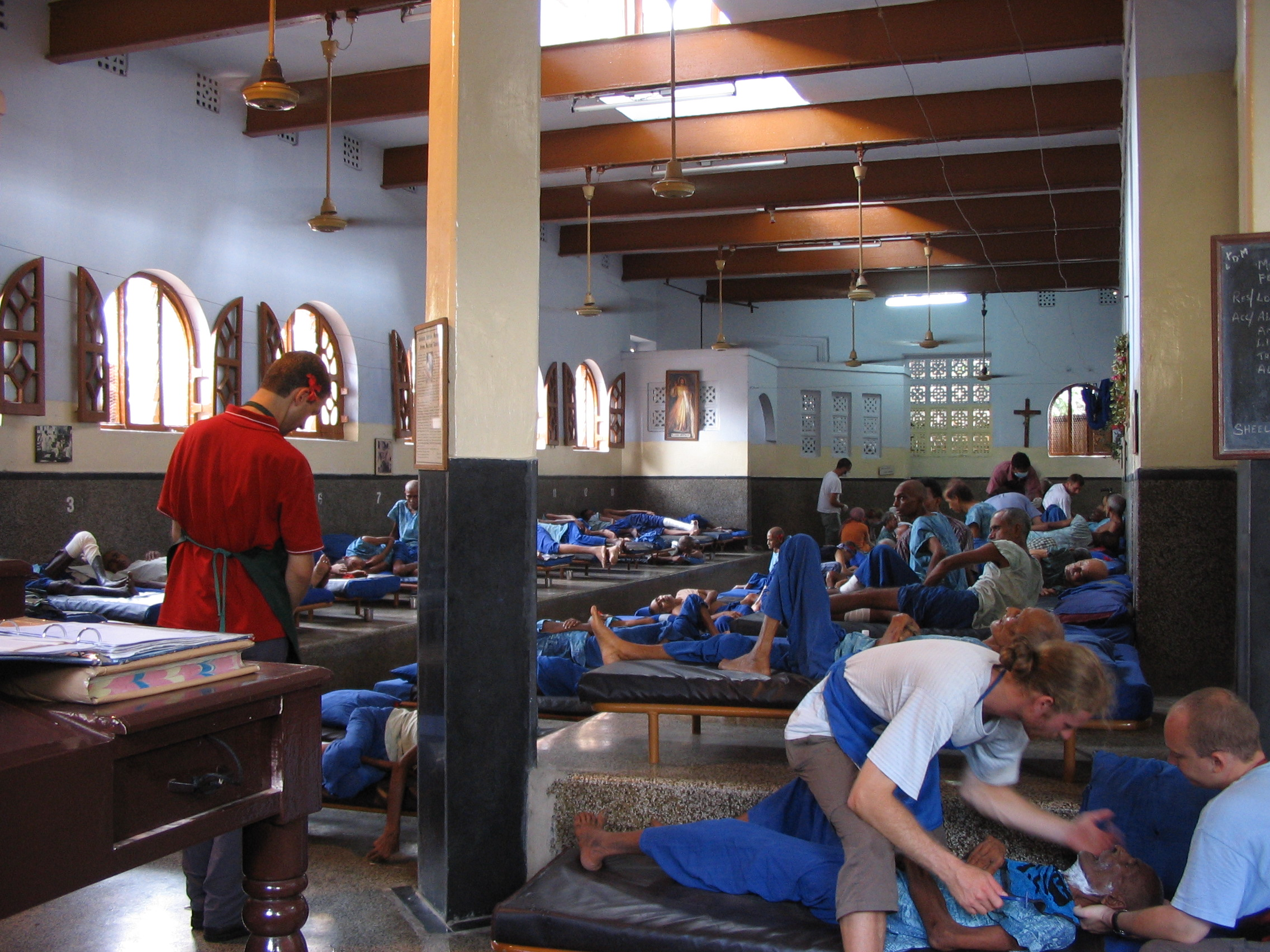
Чоловіча палата в Калігаті, Дім чистого серця, Нірмал Хрідай.

Мати Тереза відкрила цей хоспіс у 1952 році поруч зі знаменитим храмом Калігат Калі в Калігат Калькутті .  За допомогою індійських чиновників вона змінила занедбану будівлю, яка раніше служила храмом індуїстської богині Калі, на «дім Калігат для вмираючих», безкоштовний хоспіс для бідних. Пізніше вона змінила назву на «Калігат, дім чистого серця (Нірмал Хрідай)». Люди, які були доставлені додому, отримували медичну допомогу від Місіонерів Милосердя та мали можливість померти гідно, відповідно до ритуалів своєї віри; Мусульманам прочитали Коран, індуїсти отримали воду з Гангу, а католики отримали останні обряди.  Однак цього не відбувалося. Мати Тереза без згоди хворих охрещувала їх в католиків. «Прекрасна смерть, — сказала вона, — щоб люди, які жили як тварини, померли як ангели — кохані й бажані». 

## Якість медичного обслуговування
У 1994 році Робін Фокс,  редактор британського медичного журналу The Lancet ,  і описав медичну допомогу, яку отримували пацієнти, як «випадкову».  Він зауважив, що сестри та волонтери, деякі з яких не мали медичних знань, часто приймали рішення щодо догляду за пацієнтами через брак лікарів у хоспісі: «Є лікарі, які час від часу відвідують, — писав Фокс, — але зазвичай сестри та волонтери (деякі з них мають медичні знання) приймають рішення якнайкраще».  Фокс був свідком того, як одного пацієнта з високою температурою лікували парацетамолом і тетрацикліном, антибіотиком, а пізніше лікар поставив йому діагноз малярія, який призначив хлорохін . Фокс конкретно вважав Терезу відповідальною за ці умови, написавши: «Мати Тереза віддає перевагу провидінню, ніж плануванню».  Фокс також зазначив, що персонал або відмовився використовувати, або не мав доступу до фільмів крові чи «простих алгоритмів, які могли б допомогти сестрам розрізнити» виліковних і невиліковних пацієнтів: «Дослідження, як мені сказали, рідко допустимі». 

Мері Лоудон, яка була волонтером у тому самому закладі, спостерігала, як «шприци промивали холодною водою та використовували повторно, аспірин дають тим, хто хворіє на термінальну стадію раку, і холодні ванни дають усім»  а також переповненість. Лоудон також пригадав розмову з лікарем, чий п’ятнадцятирічний пацієнт помирав через те, що сестри не дали йому антибіотиків через «відносно просту хворобу нирок», і відмовилися перевести його до найближчої лікарні для необхідної операції. 
"враження було, ніби я бачу кадри із нацистського концтабору: всі пацієнти були поголені наголо. Там не було стільців, лише натяжні ліжка-переноски як під час 1 світової війни. Там не було ні саду, ні подвір'я, нічого! 2 зали: в одному повільно помирають 50-60 чоловік, а в іншому 150-160 жінок. Майже ніякого лікування. Із ліків тільки аспірин та інші дешеві препарати. Крапельниць не вистачало, голки використовували багато разів без обробки. Монахині просто промивали їх холодною водою. На моє питання, чому їх не дезинфікують хоча б окропом, мені відповіли "це не потрібно. і на це нема часу".

У 2013 році в комплексному огляді , який охоплює 96% літератури про Матір Терезу, група науковців Університету Монреаля посилила вищезазначену критику, деталізуючи, серед інших питань, практику місіонера «доглядати за хворими, прославляючи їх страждання замість того, щоб полегшити його, ... її сумнівні політичні контакти, її підозріле управління величезними сумами грошей, які вона отримала, і її надто догматичні погляди щодо, зокрема, абортів, контрацепції та розлучення». Ставлячи під сумнів мотиви Ватикану ігнорувати масу критики, дослідження дійшло висновку, що «освячений образ Матері Терези, який не витримує аналізу фактів, був сконструйований, і що її беатифікація була організована ефективною кампанією зі зв’язків зі ЗМІ», розробленою навернений католик і журналіст BBC Малкольм Маггерідж, який виступає проти абортів. 
Мати Тереза заохочувала членів свого ордену хрестити вмираючих пацієнтів, незважаючи на релігію людини. У своїй промові в клініці Скріппса в Каліфорнії в січні 1992 року вона сказала: «Дещо дуже прекрасне... ніхто не помер, не отримавши спеціального квитка на честь св. Петра, як ми це називаємо. Ми називаємо квиток на хрещення на честь св. Петра. . Ми запитуємо людину, чи бажаєте ви благословення, завдяки якому ваші гріхи будуть прощені і ви приймете Бога? Вони ніколи не відмовляли. Отже, 29 000 померли в тому одному будинку [в Каліґаті] з того часу, як ми почали в 1952 році». </link>
Критики стверджували, що пацієнтам не надали достатньої інформації, щоб прийняти обґрунтоване рішення про те, чи хочуть вони бути хрещеними, і теологічне значення християнського хрещення.
Деякі із захисників святої Матері Терези стверджували, що хрещення є або спасенним для душі, або нешкідливим, і тому критика була б безглуздою (варіант парі Паскаля ). Саймон Лейс у листі до The New York Review of Books писав: «Або ви вірите в надприродний ефект цього жесту – і тоді ви повинні його щиро бажати. Або ви не вірите в це, і цей жест є таким, як невинний і з добрих намірів нешкідливий, як прогнання мухи помахом руки». 